# Grã-Bretanha nos Jogos Olímpicos de Verão de 2024
Grã-Bretanha participou dos Jogos Olímpicos de Verão de 2024 realizados em Paris, na França. Foi representada por 327 desportistas que competiram em 26 desportos. Responsável pela equipa olímpica é a Associação Olímpica Britânica, bem como as federações desportivas nacionais da cada desporto com participação. O país esteve representado em todas as edições dos Jogos Olímpicos de Verão da era moderna (assim como Austrália, França, Grécia e Suíça), sendo o único país a angariar pelo menos uma medalha de ouro em cada edição.
Foram conquistadas 65 medalhas, o terceiro maior número em total de medalhas atrás apenas de Estados Unidos e China, superando a quantidade conquistada em Tóquio 2020. Das 65 medalhas, 14 delas foram de ouro, o menor número desde Atenas 2004, o que levou a uma posição final de sétimo lugar no quadro geral de medalhas.
Os portadores da bandeira na cerimónia de abertura foram o saltador Tom Daley e a remadora Helen Glover.

## Medalhas
A agência governamental UK Sport anunciou a meta de medalhas olímpicas entre 50 e 70 medalhas nesta edição da competição.
| Atleta | Esporte                | Evento                                 | Medalha |
| --- | ---------------------- | -------------------------------------- | ------- |
| Ros Canter Laura Collett Tom McEwen                                                                                           | Hipismo                | CCE por equipes                        | Ouro    |
| Tom Pidcock | Ciclismo               | Cross-country masculino                | Ouro    |
| Nathan Hales | Tiro                   | Fossa olímpica masculino               | Ouro    |
| Matthew Richards Duncan Scott Tom Dean James Guy Kieran Bird Jack McMillan                                                    | Natação                | Revezamento 4x200 m livre masculino    | Ouro    |
| Alex Yee | Triatlo                | Masculino                              | Ouro    |
| Lauren Henry Hannah Scott Lola Anderson Georgina Brayshaw                                                                     | Remo                   | Skiff quádruplo feminino               | Ouro    |
| Emily Craig Imogen Grant | Remo                   | Skiff duplo leve feminino              | Ouro    |
| Bryony Page | Ginástica de trampolim | Feminino                               | Ouro    |
| Scott Brash Ben Maher Harry Charles                                                                                           | Hipismo                | Saltos por equipes                     | Ouro    |
| Sholto Carnegie Rory Gibbs Morgan Bolding Jacob Dawson Charles Elwes Thomas Digby James Rudkin Thomas Ford Harry Brightmore   | Remo                   | Oito com masculino                     | Ouro    |
| Sophie Capewell Emma Finucane Katy Marchant                                                                                   | Ciclismo               | Velocidade por equipes feminino        | Ouro    |
| Keely Hodgkinson | Atletismo              | 800 m feminino                         | Ouro    |
| Ellie Aldridge | Vela                   | Formula Kite feminino                  | Ouro    |
| Toby Roberts | Escalada esportiva     | Combinado masculino                    | Ouro    |
| Anna Henderson | Ciclismo               | Estrada contra o relógio feminino      | Prata   |
| Adam Peaty | Natação                | 100 m peito masculino                  | Prata   |
| Tom Daley Noah Williams | Saltos ornamentais     | Plataforma 10 m sincronizado masculino | Prata   |
| Adam Burgess | Canoagem               | Slalom C-1 masculino                   | Prata   |
| Matthew Richards | Natação                | 200 m livre masculino                  | Prata   |
| Kieran Reilly | Ciclismo               | BMX estilo livre masculino             | Prata   |
| Helen Glover Esme Booth Samantha Redgrave Rebecca Shorten                                                                     | Remo                   | Quatro sem feminino                    | Prata   |
| Oliver Wynne-Griffith Thomas George                                                                                           | Remo                   | Dois sem masculino                     | Prata   |
| Ben Proud | Natação                | 50 m livre masculino                   | Prata   |
| Duncan Scott | Natação                | 200 m medley masculino                 | Prata   |
| Amber Rutter | Tiro                   | Skeet feminino                         | Prata   |
| Tommy Fleetwood | Golfe                  | Individual masculino                   | Prata   |
| Joseph Clarke | Canoagem               | Slalom caiaque cross masculino         | Prata   |
| Jack Carlin Ed Lowe Hamish Turnbull                                                                                           | Ciclismo               | Velocidade por equipes masculino       | Prata   |
| Josh Kerr | Atletismo              | 1500 m masculino                       | Prata   |
| Matthew Hudson-Smith | Atletismo              | 400 m masculino                        | Prata   |
| Ethan Hayter Daniel Bigham Ethan Vernon Charlie Tanfield Oliver Wood                                                          | Ciclismo               | Perseguição por equipes masculino      | Prata   |
| Elinor Barker Neah Evans | Ciclismo               | Madison feminino                       | Prata   |
| Dina Asher-Smith Amy Hunt Imani-Lara Lansiquot Daryll Neita Desirèe Henry Bianca Williams                                     | Atletismo              | Revezamento 4x100 m feminino           | Prata   |
| Katarina Johnson-Thompson | Atletismo              | Heptatlo feminino                      | Prata   |
| Kate Shortman Isabelle Thorpe                                                                                                 | Natação artística      | Dueto                                  | Prata   |
| Caden Cunningham | Taekwondo              | Mais de 80 kg masculino                | Prata   |
| Yasmin Harper Scarlett Mew Jensen                                                                                             | Saltos ornamentais     | Trampolim 3 m sincronizado feminino    | Bronze  |
| Kimberley Woods | Canoagem               | Slalom K-1 feminino                    | Bronze  |
| Laura Collett | Hipismo                | CCE individual                         | Bronze  |
| Beth Potter | Triatlo                | Feminino                               | Bronze  |
| Andrea Spendolini-Sirieix Lois Toulson                                                                                        | Saltos ornamentais     | Plataforma 10 m sincronizado feminino  | Bronze  |
| Becky Wilde Mathilda Hodgkins-Byrne                                                                                           | Remo                   | Skiff duplo feminino                   | Bronze  |
| Oliver Wilkes David Ambler Matt Aldridge Freddie Davidson                                                                     | Remo                   | Quatro sem masculino                   | Bronze  |
| Anthony Harding Jack Laugher                                                                                                  | Saltos ornamentais     | Trampolim 3 m sincronizado masculino   | Bronze  |
| Heidi Long Rowan McKellar Holly Dunford Emily Ford Lauren Irwin Eve Stewart Harriet Taylor Annie Campbell-Orde Henry Fieldman | Remo                   | Oito com feminino                      | Bronze  |
| Emma Wilson | Vela                   | IQFoil feminino                        | Bronze  |
| Charlotte Fry Carl Hester Becky Moody                                                                                         | Hipismo                | Adestramento por equipes               | Bronze  |
| Jake Jarman | Ginástica artística    | Solo masculino                         | Bronze  |
| Samuel Reardon Laviai Nielsen Alex Haydock-Wilson Amber Anning Nicole Yeargin                                                 | Atletismo              | Revezamento 4x400 m misto              | Bronze  |
| Charlotte Fry | Hipismo                | Adestramento individual                | Bronze  |
| Harry Hepworth | Ginástica artística    | Salto masculino                        | Bronze  |
| Alex Yee Georgia Taylor-Brown Sam Dickinson Beth Potter                                                                       | Triatlo                | Revezamento misto                      | Bronze  |
| Kimberley Woods | Canoagem               | Slalom caiaque cross feminino          | Bronze  |
| Sky Brown | Skate                  | Park feminino                          | Bronze  |
| Lewis Richardson | Boxe                   | Até 71 kg masculino                    | Bronze  |
| Elinor Barker Josie Knight Anna Morris Jessica Roberts                                                                        | Ciclismo               | Perseguição por equipes feminino       | Bronze  |
| Emma Finucane | Ciclismo               | Keirin feminino                        | Bronze  |
| Jeremiah Azu Louie Hinchliffe Zharnel Hughes Nethaneel Mitchell-Blake Richard Kilty                                           | Atletismo              | Revezamento 4x100 m masculino          | Bronze  |
| Jack Carlin | Ciclismo               | Velocidade masculino                   | Bronze  |
| Noah Williams | Saltos ornamentais     | Plataforma 10 m individual masculino   | Bronze  |
| Georgia Bell | Atletismo              | 1500 m feminino                        | Bronze  |
| Lewis Davey Charlie Dobson Alex Haydock-Wilson Matthew Hudson-Smith Toby Harries Samuel Reardon                               | Atletismo              | Revezamento 4x400 m masculino          | Bronze  |
| Amber Anning Laviai Nielsen Victoria Ohuruogu Nicole Yeargin Yemi Mary John Hannah Kelly Lina Nielsen Jodie Williams          | Atletismo              | Revezamento 4x400 m feminino           | Bronze  |
| Emma Finucane | Ciclismo               | Velocidade feminino                    | Bronze  |
| Emily Campbell | Halterofilismo         | Mais de 81 kg feminino                 | Bronze  |

## Competidores
Esta foi a participação por modalidade nesta edição:
| Esporte              | Masculino | Feminino | Total |
| -------------------- | --------- | -------- | ----- |
| Atletismo            | 29        | 34       | 63    |
| Badminton            | 2         | 1        | 3     |
| Boxe                 | 3         | 3        | 6     |
| Canoagem             | 2         | 2        | 4     |
| Ciclismo             | 15        | 15       | 30    |
| Escalada esportiva   | 2         | 2        | 4     |
| Ginástica            | 6         | 7        | 13    |
| Golfe                | 2         | 2        | 4     |
| Halterofilismo       | 0         | 1        | 1     |
| Hipismo              | 4         | 5        | 9     |
| Hóquei sobre a grama | 16        | 16       | 32    |
| Judô                 | 0         | 5        | 5     |
| Natação              | 19        | 14       | 33    |
| Natação artística    | 0         | 2        | 2     |
| Pentatlo moderno     | 2         | 2        | 4     |
| Remo                 | 20        | 22       | 42    |
| Rugby sevens         | 0         | 12       | 12    |
| Saltos ornamentais   | 6         | 5        | 11    |
| Skate                | 1         | 2        | 3     |
| Taekwondo            | 2         | 2        | 4     |
| Tênis                | 6         | 2        | 8     |
| Tênis de mesa        | 1         | 1        | 2     |
| Tiro                 | 3         | 3        | 6     |
| Tiro com arco        | 3         | 3        | 6     |
| Triatlo              | 2         | 3        | 5     |
| Vela                 | 7         | 7        | 14    |
| Total                | 153       | 174      | 327   |

## Desempenho

### Atletismo
Os atletas britânicos de atletismo alcançaram os padrões de entrada para Paris 2024, seja pela passagem na marca classificatória direta (ou tempo para provas de atletismo) ou pelo ranking mundial, nas seguintes provas (no máximo 3 atletas cada).
A política de seleção da UK Athletics é de que para aceitar um convite para compor a delegação do país, o atleta deve alcançar a qualificação em si ou uma meta inferior da organização. Além disto, todos os atletas medalhistas individuais do Campeonato Mundial de Atletismo de 2023 garantiram sua qualificação para a disputa ao alcançar a meta exigida conforme escolhas discricionárias do órgão recrutador. Como resultado, nem todos os atletas elegíveis foram necessariamente selecionados para disputar em Paris. Em maio de 2024, Grã-Bretanha ganhou cotas em todos os cinco revezamentos no World Athletics Relays. A delegação oficial foi anunciada em 5 de julho de 2024.
- Q = Qualificado para a próxima fase;
- q = Qualificado para a próxima fase como o perdedor mais rápido ou, em eventos de campo, pela posição sem atingir o alvo para qualificação;
- qR = Qualificado para a próxima fase por decisão do árbitro;
- N/A = Fase não aplicável para o evento;
- Bye = Atleta não precisou disputar aquela fase.

Eventos de pista e estrada
Masculino
| Atleta                                                                                          | Evento              | Baterias | Baterias | Repescagem  | Repescagem  | Semifinal   | Semifinal   | Final       | Final             |
| Atleta                                                                                          | Evento              | Tempo    | Pos.     | Tempo       | Pos.        | Tempo       | Pos.        | Tempo       | Pos.              |
| ----------------------------------------------------------------------------------------------- | ------------------- | -------- | -------- | ----------- | ----------- | ----------- | ----------- | ----------- | ----------------- |
| Jeremiah Azu                                                                                    | 100 m               | DSQ      | DSQ      | N/A         | N/A         | Não avançou | Não avançou | Não avançou | Não avançou       |
| Louie Hinchliffe                                                                                | 100 m               | 9.98     | 1 Q      | N/A         | N/A         | 9.97        | 3           | Não avançou | Não avançou       |
| Zharnel Hughes                                                                                  | 100 m               | 10.03    | 3 Q      | N/A         | N/A         | 10.01       | 6           | Não avançou | Não avançou       |
| Zharnel Hughes                                                                                  | 200 m               | DNS      | DNS      | Não avançou | Não avançou | Não avançou | Não avançou | Não avançou | Não avançou       |
| Charlie Dobson                                                                                  | 400 m               | 44.96    | 1 Q      | Bye         | Bye         | 44.48       | 4           | Não avançou | Não avançou       |
| Matthew Hudson-Smith                                                                            | 400 m               | 44.78    | 1 Q      | Bye         | Bye         | 44.07       | 1 Q         | 43.44       | Medalha de prata  |
| Max Burgin                                                                                      | 800 m               | 1:45.36  | 3 Q      | Bye         | Bye         | 1:43.50     | 3 q         | 1:43.84     | 8                 |
| Elliot Giles                                                                                    | 800 m               | 1:45.93  | 2 Q      | Bye         | Bye         | 1:45.46     | 5           | Não avançou | Não avançou       |
| Ben Pattison                                                                                    | 800 m               | 1:45.56  | 1 Q      | Bye         | Bye         | 1:45.57     | 4           | Não avançou | Não avançou       |
| Neil Gourley                                                                                    | 1500 m              | 3:37.18  | 5 Q      | Bye         | Bye         | 3:32.11     | 3 Q         | 3:30.88     | 10                |
| Josh Kerr                                                                                       | 1500 m              | 3:35.83  | 1 Q      | Bye         | Bye         | 3:32.46     | 2 Q         | 3:27.79     | Medalha de prata  |
| George Mills                                                                                    | 1500 m              | 3:35.99  | 10       | 3:33.56     | 3 Q         | 3:37.12     | 11          | Não avançou | Não avançou       |
| Sam Atkin                                                                                       | 5000 m              | 14:02.46 | 18       | N/A         | N/A         | N/A         | N/A         | Não avançou | Não avançou       |
| Patrick Dever                                                                                   | 5000 m              | 14:13.48 | 13       | N/A         | N/A         | N/A         | N/A         | Não avançou | Não avançou       |
| George Mills                                                                                    | 5000 m              | 14:37.34 | 18 qR    | N/A         | N/A         | N/A         | N/A         | 13:32.32    | 21                |
| Tade Ojora                                                                                      | 110 m com barreiras | 13.35    | 4 q      | Bye         | Bye         | 13.47       | 7           | Não avançou | Não avançou       |
| Alastair Chalmers                                                                               | 400 m com barreiras | 48.98    | 3 Q      | Bye         | Bye         | 56.52       | 8           | Não avançou | Não avançou       |
| Jeremiah Azu Louie Hinchliffe Zharnel Hughes Nethaneel Mitchell-Blake Richard Kilty             | Revezamento 4x100 m | 38.04    | 3 Q      | N/A         | N/A         | N/A         | N/A         | 37.61       | Medalha de bronze |
| Lewis Davey Charlie Dobson Alex Haydock-Wilson Matthew Hudson-Smith Samuel Reardon Toby Harries | Revezamento 4x400 m | 2:58.88  | 2 Q      | N/A         | N/A         | N/A         | N/A         | 2:55.83     | Medalha de bronze |
| Emile Cairess                                                                                   | Maratona            | N/A      | N/A      | N/A         | N/A         | N/A         | N/A         | 2:07:29     | 4                 |
| Mahamed Mahamed                                                                                 | Maratona            | N/A      | N/A      | N/A         | N/A         | N/A         | N/A         | 2:15:19     | 57                |
| Philip Sesemann                                                                                 | Maratona            | N/A      | N/A      | N/A         | N/A         | N/A         | N/A         | 2:13:08     | 46                |
| Callum Wilkinson                                                                                | 20 km marcha        | N/A      | N/A      | N/A         | N/A         | N/A         | N/A         | 1:20:31     | 16                |

Feminino
| Atleta                                                                                                  | Evento                | Baterias | Baterias | Repescagem | Repescagem | Semifinal | Semifinal | Final       | Final             |
| Atleta                                                                                                  | Evento                | Tempo    | Pos.     | Tempo      | Pos.       | Tempo     | Pos.      | Tempo       | Pos.              |
| --- | --------------------- | -------- | -------- | ---------- | ---------- | --------- | --------- | ----------- | ----------------- |
| Dina Asher-Smith                                                                                        | 100 m                 | 11.01    | 2 Q      | N/A        | N/A        | 11.10     | 5         | Não avançou | Não avançou       |
| Imani-Lara Lansiquot                                                                                    | 100 m                 | 11.10    | 3 Q      | N/A        | N/A        | 11.21     | 5         | Não avançou | Não avançou       |
| Daryll Neita                                                                                            | 100 m                 | 10.92    | 1 Q      | N/A        | N/A        | 10.97     | 2 Q       | 10.96       | 4                 |
| Dina Asher-Smith                                                                                        | 200 m                 | 22.28    | 2 Q      | Bye        | Bye        | 22.31     | 2 Q       | 22.22       | 4                 |
| Daryll Neita                                                                                            | 200 m                 | 22.39    | 1 Q      | Bye        | Bye        | 22.24     | 2 Q       | 22.23       | 5                 |
| Bianca Williams                                                                                         | 200 m                 | 22.77    | 3 Q      | Bye        | Bye        | 22.58     | 4         | Não avançou | Não avançou       |
| Amber Anning                                                                                            | 400 m                 | 49.68    | 1 Q      | Bye        | Bye        | 49.47     | 2 Q       | 49.29       | 5                 |
| Laviai Nielsen                                                                                          | 400 m                 | 50.36    | 2 Q      | Bye        | Bye        | 50.69     | 3         | Não avançou | Não avançou       |
| Victoria Ohuruogu                                                                                       | 400 m                 | 50.93    | 4        | 50.59      | 1 Q        | 51.14     | 5         | Não avançou | Não avançou       |
| Phoebe Gill                                                                                             | 800 m                 | 1:58.83  | 3 Q      | Bye        | Bye        | 1:58.47   | 4         | Não avançou | Não avançou       |
| Keely Hodgkinson                                                                                        | 800 m                 | 1:59.31  | 1 Q      | Bye        | Bye        | 1:56.86   | 1 Q       | 1:56.72     | Medalha de ouro   |
| Jemma Reekie                                                                                            | 800 m                 | 2:00.00  | 1 Q      | Bye        | Bye        | 1:58.01   | 5         | Não avançou | Não avançou       |
| Georgia Bell                                                                                            | 1500 m                | 4:00.29  | 2 Q      | Bye        | Bye        | 3:59.49   | 2 Q       | 3:52.61     | Medalha de bronze |
| Laura Muir                                                                                              | 1500 m                | 3:58.91  | 2 Q      | Bye        | Bye        | 3:59.83   | 4 Q       | 3:53.37     | 5                 |
| Revée Walcott-Nolan                                                                                     | 1500 m                | 4:06.44  | 8        | 4:06.73    | 2 Q        | 3:58.08   | 9         | Não avançou | Não avançou       |
| Megan Keith                                                                                             | 10000 m               | N/A      | N/A      | N/A        | N/A        | N/A       | N/A       | 33:19.92    | 23                |
| Eilish McColgan                                                                                         | 10000 m               | N/A      | N/A      | N/A        | N/A        | N/A       | N/A       | 31:20.51    | 15                |
| Cindy Sember                                                                                            | 100 m com barreiras   | 12.72    | 2 Q      | Bye        | Bye        | DNF       | DNF       | Não avançou | Não avançou       |
| Jessie Knight                                                                                           | 400 m com barreiras   | 55.39    | 5        | 55.10      | 2 Q        | 54.90     | 6         | Não avançou | Não avançou       |
| Lina Nielsen                                                                                            | 400 m com barreiras   | 54.65    | 2 Q      | Bye        | Bye        | 1:22.23   | 8         | Não avançou | Não avançou       |
| Elizabeth Bird                                                                                          | 3000 m com obstáculos | 9:16.46  | 4 Q      | N/A        | N/A        | N/A       | N/A       | 9:04.35     | 7                 |
| Aimee Pratt                                                                                             | 3000 m com obstáculos | 9:27.26  | 11       | N/A        | N/A        | N/A       | N/A       | Não avançou | Não avançou       |
| Dina Asher-Smith Amy Hunt Imani-Lara Lansiquot Daryll Neita Desirèe Henry Bianca Williams               | Revezamento 4x100 m   | 42.03    | 1 Q      | N/A        | N/A        | N/A       | N/A       | 41.85       | Medalha de prata  |
| Amber Anning Laviai Nielsen Victoria Ohuruogu Nicole Yeargin Yemi Mary John Hannah Kelly Jodie Williams | Revezamento 4x400 m   | 3:24.72  | 2 Q      | N/A        | N/A        | N/A       | N/A       | 3:19.72     | Medalha de bronze |
| Clara Evans                                                                                             | Maratona              | N/A      | N/A      | N/A        | N/A        | N/A       | N/A       | 2:33:01     | 46                |
| Rose Harvey                                                                                             | Maratona              | N/A      | N/A      | N/A        | N/A        | N/A       | N/A       | 2:51:03     | 78                |
| Calli Thackery                                                                                          | Maratona              | N/A      | N/A      | N/A        | N/A        | N/A       | N/A       | DNF         | DNF               |

Misto
| Atleta                                                                        | Evento  | Bateria | Bateria | Final   | Final             |
| Atleta                                                                        | Evento  | Tempo   | Pos.    | Tempo   | Pos.              |
| ----------------------------------------------------------------------------- | ------- | ------- | ------- | ------- | ----------------- |
| Samuel Reardon Laviai Nielsen Alex Haydock-Wilson Amber Anning Nicole Yeargin | 4x400 m | 3:10.61 | 1 Q     | 3:08.01 | Medalha de bronze |

Eventos de campo
Masculino
| Atleta              | Evento              | Qualificação | Qualificação | Final       | Final       |
| Atleta              | Evento              | Marca        | Pos.         | Marca       | Pos.        |
| ------------------- | ------------------- | ------------ | ------------ | ----------- | ----------- |
| Jacob Fincham-Dukes | Salto em distância  | 7.96         | 8 q          | 8.14        | 5           |
| Scott Lincoln       | Arremesso de peso   | 19.69        | 21           | Não avançou | Não avançou |
| Lawrence Okoye      | Lançamento de disco | 61.17        | 24           | Não avançou | Não avançou |
| Nick Percy          | Lançamento de disco | 61.81        | 20           | Não avançou | Não avançou |

Feminino
| Atleta         | Evento          | Qualificação | Qualificação | Final       | Final       |
| Atleta         | Evento          | Marca        | Pos.         | Marca       | Pos.        |
| -------------- | --------------- | ------------ | ------------ | ----------- | ----------- |
| Morgan Lake    | Salto em altura | 1.88         | 15           | Não avançou | Não avançou |
| Holly Bradshaw | Salto com vara  | 4.20         | 29           | Não avançou | Não avançou |
| Molly Caudery  | Salto com vara  | NM           | —            | Não avançou | Não avançou |

Eventos combinados – Heptatlo feminino
| Atleta                    | Evento | 100B  | SA   | AP    | 200 m | SD   | LDa   | 800 m   | Final | Pos.             |
| ------------------------- | ------ | ----- | ---- | ----- | ----- | ---- | ----- | ------- | ----- | ---------------- |
| Katarina Johnson-Thompson | Result | 13.40 | 1.92 | 14.44 | 23.44 | 6.40 | 45.49 | 2:04.90 | 6844  | Medalha de prata |
| Katarina Johnson-Thompson | Pontos | 1065  | 1132 | 823   | 1035  | 975  | 773   | 1041    | 6844  | Medalha de prata |
| Jade O'Dowda              | Result | 13.53 | 1.80 | 13.10 | 24.97 | 6.33 | 44.05 | 2:12.12 | 6280  | 10               |
| Jade O'Dowda              | Pontos | 1046  | 978  | 734   | 890   | 953  | 745   | 934     | 6280  | 10               |